# تریسی ویلار
تریسی ویلار (انگلیسی: Tracy Vilar؛ زادهٔ ۱۲ آوریل ۱۹۶۸) یک هنرپیشه اهل ایالات متحده آمریکا است.